# 櫻花莊的寵物女孩
《櫻花莊的寵物女孩》是由鴨志田一著、溝口凱吉負責插畫的日本輕小說作品，由電擊文庫刊行。台灣版由台灣角川代理發行，譯者為一二三。中國大陸版由天聞角川代理發行，湖南美術出版社出版。六卷為止采用台版翻譯，七卷起譯者為幽遠。全13卷。由J.C.STAFF改編的电视动画於2012年10月8日至2013年3月25日播出，全24集。
作者之后创作了《青春豬頭少年》系列，与本作共享世界观，原作小说会偶有本作角色客串。

## 故事簡介
就讀水明藝術大學附屬高中（通称水高）的神田空太，一年級夏天時在宿舍偷養棄貓而被校長叫去問話，並要他把貓趕走，不然就被迫搬出宿舍。身為愛貓一族的空太，因為反抗權威，結果被攆出宿舍，流落到學生口中「惡名昭彰」的「櫻花莊」，開始了他與其他房客的生活。隔年春天，隨著世界級天才畫家椎名真白搬進了櫻花莊，空太開始過著被這名缺乏常識的少女耍得團團轉的日子。

## 登場人物

### 櫻花莊
神田空太（聲：松岡禎丞）
本作的男主角，櫻花莊101號房房客，就讀水明藝術大學附屬高中，普通科2年→3年（7卷）
十分喜歡貓，喜歡到無法放棄任何一隻貓，甚至在被校長召見時，毫不猶豫地選擇養貓而被趕出一般宿舍，而搬進櫻花莊，目前正飼養總共七隻不同毛色的棄貓，分別取名為小光、希望、木靈、小翼、小町、青葉、朝日（分別是新幹線列車的車種名稱），小光也是他收養的第一隻棄貓並為了牠選擇搬出一般宿舍；因為很會照顧別人而被迫扛下照顧真白的責任。
他的老家本來就在東京，但他考上水高時，父親剛好必須工作調任到福岡，和空太進行家庭革命之後，決議把房子賣掉。因此空太住在學校宿舍裡。
看到櫻花莊的人都有各有專長，且非常努力，因此發覺自己必須有個目標，受真白的影响，最终思考後決定要成為電腦遊戲設計師，並參加某家知名電玩製作公司所辦的長期徵稿活動「來做遊戲吧」。
新學期開學後接連受到七海的聲優審核未通過、自己的會內審查被VOCALOID類的遊戲所阻礙而未通過，加上櫻花莊被統議會協議即將拆除而使心情跌到谷底，後來被美咲及仁在畢業典禮上的畢業感言，以及和希對自己所闡述的歷程言論所感動。後決定自己著手製作遊戲，同時开始察觉真白、七海的心意。
升上三年級後，由於仁跟美咲的畢業，與七海承擔年長者管理櫻花莊的領導責任，並接納兩名各鬧出一陣小風波的一年級男女新生，並在開導他們的方式上逐漸有了三鷹仁的影子在。
在新學期中，跟真白和七海两人独处的，让他对自己的感情更加茫然，以至于无法分清自己真正的感情。后来在修学旅行中與千尋對談後才真正了解自己真正的情感。修学旅行的第三天，七海使空太决定自己的自由活動時間要與誰相伴，而七海與真白分別會在不同地方等待。修学旅行最后一天，空太先至函館車站會面七海，並向其坦承無法接受感情而道歉。爾後去找了真白並在感情上選擇真白。同日，空太與真白在函館某處教堂擁吻，之后並在回到櫻花莊後正式互相承諾戀情。
後續在《青春豬頭系列》客串出場。
名字的原型来自日本的神田站。
椎名真白（聲：茅野愛衣）
本作女主角，櫻花莊202號房房客，從英國轉學到水明藝術大學附屬高中美術科2年→3年（7卷）
個性溫和但是臉上極少表達出喜怒哀樂，只能從她的發言推估；舉世聞名的天才畫家，但夢想卻是當漫畫家，事情源于在自己的一次画展上遇到一个对她的画完全不感兴趣而蹲在角落里看书的男孩，当她问男孩看的什么书比自己的画还有趣时，男孩抬头回答她“是漫画哦”，此后便立志要当漫画家，随即瞒着父母一个人前往日本。雖然她的作品被空太評為圖畫的很好，但故事完全沒內容，情節跟故事人物都欠缺情感的表達。
雙親都住在國外，皆從事與藝術相關的工作；過去在英國時，有一位叫麗塔的室友。
極度缺乏常識，尤其是打理自己生活的方面，完全没有一点自理能力，甚至连内裤也是空太帮忙选，喜欢吃年轮蛋糕和煎饼，拥有与常人迥异的思维回路，因为出生于艺术世家，从小便开始学习画画，对外界的反应迟钝，不会笑，缺乏生活常识，被空太评价为“活在绘画的世界里”，所以需要別人照顧。除了美術之外，其他科目的考試成績通通都是零分。但她靠著對畫圖的記憶能力，補考前將所有答案背起來，然後全部都滿分。
在英國時的繪畫老師（也就是麗塔的祖父）曾經被空太誤認為是真白在英國非常要好的同年異性。
喜歡空太。一開始尚未認知到自己對空太的感情，但是下意識中會極度依賴空太的照料，直到小說第三集於機場被空太抱住後，得知這種情感叫做「戀愛」。
於櫻花莊的拆除事件中不小心聽到空太與龍之介的對話，得知自己是使得櫻花莊被強迫拆除的原因，使得真白心裡因而產生「所有事情都是自己害的」的這種愧疚感。並在畢業典禮當天留下一幅畫離開櫻花莊，最後被七海訓斥一頓後才平復心情，一同參加畢業典禮。
在小说第7卷最後，以一幅空太與七隻貓一同午睡的肖像畫，對空太說明這幅畫已投注她所有的情感，並對空太告白。在修學旅行最後一日離開函館山，並在教堂與空太相見，隨後兩人擁吻，而在回到櫻花莊後正式成为恋人。
在高中畢業前由於空太忙於遊戲創作，而與空太的來往減少，在高中毕业時因为彼此间不論年紀或是經驗都不足及为了成功实现自己与空太各自的梦想而与空太分手，四年後真白故地重游回到樱花庄，与空太重逢，隨後空太向真白表明自己比四年前更加喜欢真白時真白主动吻了空太。
名字的原型来自日本西武池袋線椎名町站。
青山七海（聲：中津真莉子）
本作的另一位女主角，空太的同班同學。普通科2年→3年（7卷）
在高一暑假時，由於原本宿舍的房租積欠三個月未繳，再加上意識到真白會有把空太搶走的危險，因此毅然決定住進櫻花莊，成為櫻花莊203號房房客→原作第9卷中搬出了樱花莊住进了普通宿舍。意外地減輕房租負擔。
將來的目標是當聲優，私底下報名聲優經紀所所屬的養成學校並參加訓練，平常的髮型多以綁馬尾為主，平時在眾人面前是戴隱形眼鏡，在自己一人時才會戴眼鏡。
原本住在大阪，因此操有一口關西腔，為了能夠當上聲優而努力改為東京腔。她想當聲優的願望遭到父母反對，但她還是毅然進了水高，並且自己打工以賺取學費、生活費和聲優學校的學費，在校成績也很好，但是生活上比起同學年的人來說比較困苦。
做事一板一眼，不喜歡別人幫助她。就算幫助了她，她也一定會還人情，思考方面相當的正經；對空太而言，她是自己所接觸的人當中最正常的一個。雖喜歡空太，但是不太敢坦率地表達出來，常以傲嬌的態度面對。
一開始知道空太負責照顧真白後，覺得一男對一女不妥，因此決定開始照顧真白，並教她做家事；但最後因為還要顧及念書、聲優學校的事情，因而病倒；而後認知到自己沒有那麼多時間和體力照顧真白，因此還是將照顧真白的工作交還給空太，而自己偶爾在旁輔助。
於第六集中得知自己的聲優審核未通過，還是堅持要歡笑到最後一刻直到美咲及仁畢業，心態上比起以前比較放的開。
在車站找到真白後，向真白訓斥「不要擅自把人家挫折，也當作是真白妳的東西！」，使真白平復心情，然後一同參加畢業典禮。
第七集中接下美咲學姊的下一個動畫之配音員甄選，在原作小说第7卷並與空太練習，並在卷末用實地練習的方法，與空太在遊樂園約會並向空太告白。在原作小说第8卷中，雖然通过声优甄选，但是在修學旅行中的告白卻被空太以道歉作為代替，最後回絕配音機會。
在第九卷当中修学旅行结束之后搬出了樱花庄并住进了一般宿舍，用姫宫伊织话说，她是“来樱花庄借宿的”。离开樱花庄后，仍與樱花庄的各位依旧保持着朋友关系，之后也告訴空太她加入新的声优事务所。
在第十卷中，空太与真白吵架的时候，充当了一次情敌，把真白骗出来见空太，帮助了产生矛盾的空太和真白，高中毕业之前，以转换心情为理由将自己的马尾剪掉了。
名字的原型来自日本青山车站（同名的车站有不同的位置）。
赤坂龍之介（聲：堀江由衣）
有着女性面貌的少年；櫻花莊102號房房客与空太同学年；程式設計師；是個繭居族，整天龜在宿舍房間裡，用電腦和櫻花莊房客連絡。
言行怪異，不喜歡與他人交流，在原作小说第3卷正式登场，动画版第9话登场，但又能和空太談得來，讓仁覺得很神奇；對於空太想當上遊戲設計師的幫助很大，不但給他相關教學書，還提供了很多意見，甚至弄出了簡易的遊戲引擎；後來還對空太說出「只要企劃有趣，我願意幫你幫到底」的豪情發言。
為了有高中的文憑，必須有上學日三分之二的出席率，才勉為其難的去上學。認為學校只是「一群沒有志向的人所待的地方」。
由于是出名的茧居族，在一年级和二年级的时候第一学期全部缺席，只在暑假之后为了凑够三分之二的出席率而出席，不过课堂上一般无视老师和同学进行程式设计的工作，当然也会在此无视的基础之上用夸张的吃相吃番茄。在二年级的时候曾经因为番茄汁喷溅到七海身上而与七海在课上吵架，以后此类事件演变为经常将空太卷入其中的小骚动。在文化祭中为“银河猫喵波隆”的实现做了许多重要工作。
因为头发很长的缘故，在空太刚搬入樱花庄的第一天夜晚上厕所回102室的时候被空太当做了女鬼，千寻则感叹道“我也只见过他三次，你来第一天就见到他了不是很好嘛”；而在升入三年级的时候新搬入樱花庄的姬宫伊织则得到了同样的待遇。
極為討厭女性，對女性嚴重過敏（接近就會打冷顫，再靠近就會長蕁麻疹，碰到就會昏倒）；其中原因似乎是他的母親與姊姊們雖然都非常漂亮、也很疼他，但他姊姊們對追求者的利用、他母親對他父親任意使喚的態度，都讓他自小對女性有負面觀感。在小说第3卷在机场被丽塔亲吻了下脸颊，导致昏倒，小说第5卷情人节麗塔再次来到日本，以「先收情人節回禮」為理由奪走龙之介初吻。在小說第10集已能姑且接受麗塔這「棘手」的對象，但對於其他女性依然無法免疫。
外表看起來漠不在乎櫻花莊即將被拆除，但之後被空太所說的「就算會被拆除，也要把這次的連署活動當成櫻花莊的最後一次回憶」而動搖，私下於學校電腦室和學校官網收集了一百多個學生的連署簽名。
高三時與空太、伊織、麗塔參加《遊戲集中營》，製作《節奏戰士S》，並順利商業化。大學時與空太一起創立公司，同居製作遊戲，音樂由伊織提供，繪畫素材由麗塔和美咲提供，劇本則是仁操筆。
嘴巴上說討厭麗塔，但仍願意在晚上工作結束後送她回家，或在特殊節日應她的要求陪她約會並送了許多禮物。空太曾問他到底對麗塔這樣完美的對象有什麼不滿的，龍之介意外誠實地回答：「那你告訴我，現在看來有什麼辦法是能同時兼顧兩個重要的存在的？」得知大學畢業後麗塔要回英國繼承祖父的畫室後，因為了解畫畫是她的全部也只說：「難道我挽留妳，妳會因此放棄畫畫留下來嗎？應該不會吧！」對於麗塔最後的深情提問「龍之介，對你而言，我重要嗎？」也只沉默以對，無法給出任何回覆與承諾。
名字的来源来自日本赤坂站（与青山站一样有不同的位置）
小女仆（声 - 堀江由衣）
由龍之介獨立開發的程式，非常人性化。主要工作是當龍之介忙碌時，代替龍之介聯絡櫻花莊其他房客之用，有提到目前正在研發如何讓女僕得以實體化。小說第一集中，空太首次傳手機簡訊給龍之介，但由女僕代回，且回信間隔時間極短。
对龙之介抱有好意的样子，对丽塔抱有敌意，在小说第5.5卷跟丽塔当起了情敌。
上井草美咲→三鷹美咲（聲：高森奈津美）
风香的妹妹，1994年5月22日出生，父親叫上井草大樹，母親叫上井草美香。美術科3年級生→第6卷毕业。櫻花莊201號房房客→毕业后搬到樱花庄附近。
十年來唯一有取得獎學金資格的學生，美術技巧高超。喜歡動漫畫，自己製作了多部動畫，自作的多部动画获得了很多评价，且商業價值相當高並為她帶來豐沛的收入。由於性格上活力充沛、思考度突飛耀進，空太總是說她是「外星人」。
称呼空太他们为「学弟君」、真白为「小真白」、七海为「小七海」、龙之介为「dragon」、沙织为「皓皓」这样的称号。
雖然自身擁有非比常人的美術才能，但太過專注於動漫畫之上，校方認為她是在糟蹋才能，因此被迫住進櫻花莊。行為舉止熱情又怪異，常令空太和仁非常煩惱。
跟三鷹仁是青梅竹馬的关系，并且一直喜歡他，但因為仁對自己很冷漠，時常感到很難過。
在小说第五集末，仁鼓起勇氣向美咲求婚，雖然使美咲本人有一陣子心神不寧，但後來美咲的心情逐漸平復。曾在仁生日上，把自己装饰成生日蛋糕并且是以全裸的模样。
畢業典禮時，真情坦白自己在櫻花莊所度過的快樂日子，並以此為轉機，一舉逆轉櫻花莊即將被拆除的危機。
小说第六集末，仁回送美咲當時的結婚申請書，要美咲等待四年後再送出申請，但美咲卻在當天就將申請書送到市公所去登記結婚。因此目前和仁是夫妻關係。
櫻花莊隔壁原本有一個空地，長久無人購買，美咲在畢業前將其購買下來並興建房屋，從水高畢業後把家具搬到櫻花莊隔壁，成為空太等人的鄰居，时不时地繼續打擾櫻花莊成員的日常生活。
名字的原型来自日本西武新宿線上井草站。
後續在《青春豬頭系列》客串出場。
三鷹仁（聲：櫻井孝宏／田頭里奈（幼稚園））
櫻花莊103號房房客，1994年4月12日出生，父親叫三鷹誠，母親叫三鷹初音。普通科3年级学生→于第6卷毕业前往大阪。
在櫻花莊中的別稱為「夜之帝王」，源自於其女性關係的混亂、其帥氣的外貌、花花公子的性格跟夜夜笙歌的能力，被空太稱做「走在路上就可以讓女性懷孕」，但他本人宣稱都有做避孕。
原本未來目標是當個劇本家，但後來還是決定在美咲不知情的情況下，打算報考大阪的大學，這件事除了美咲之外，櫻花莊裡所有人幾乎都知道。
他與上井草姊妹都是青梅竹馬，過去也是美咲其姊風香的男友，但他真正喜歡的其實是美咲。美咲的姊姊也有被做為「替身」的自覺，因此後來還是與仁分手。
他冷落美咲的原因其實是他自認他自身的能力配不上美咲，他想要成為一個有實力的人去配上美咲的才華，此外他也不喜歡他的性格去玷汙美咲本身的純潔，縱使美咲對他示愛他也只能忍耐。
原本有六個女朋友，但在寒假期間全數慘遭分手。
在小說第六集末前往大阪學習如何當個劇作家，並在月台上回贈美咲當時的結婚申請書，但被美咲在當天就送出去，因此目前和美咲是夫妻關係。
前往大阪的大學後似乎性格收斂許多，一開始入學時周遭眾人只覺得三鷹仁本人超難約出來聯誼，後來得知仁本人結婚的事實及他對妻子的堅定情誼後，爭相地纏著他打轉，變成班上的風雲人物。
名字的原型来自日本中央本線三鷹站。
千石千尋（聲：豐口惠）
椎名真白的表姐，做出决定把椎名真白交给了空太的「罪魁祸首」。
水明艺术大学附属高中的美术教师，樱花庄的管理员。住在樱花庄的管理员室。自称“永远的二十九岁”。小说第1卷登场时为二十九岁又十五个月，第7卷时为二十九岁又三十个月。三围参数不详，不过可以肯定的是三鹰仁是清楚的，在送七海参加中期发布会的时候为了阻止千寻，仁选择了摸胸部的方法。
在学校总是一副精明能干负责任的样子，所以在学生中人气似乎很高。在仁与美咲的毕业式上以司儀的身份登场。但实际上不在学生面前的时候就会暴露自己的本性。在樱花庄里的时候是经常喝啤酒的酒鬼老师。下班之后常常打扮得非常艳丽去参加联谊但一次也没有成功过。原因大概是因为每次都说“要勾引成功的有妇之夫”而严重地动机不纯。似乎唯独对自己的同学聚会很没有好感，其实联谊失败的真正原因是空太不堪压迫而经常送上“联谊失败”的念力。
对樱花庄内部采取全面放任自由的管理方式，其实大概是本性嫌麻烦而已。经常教育空太说“等你到了大人的时候就会发现人生只需要再来一罐啤酒就好了”。毫无作为圣职者的自觉，即使是在教职员办公室与空太进行关于填写志愿的谈话时也可以毫无顾虑地说出“如果你还不交志愿表的话就惩罚你和我或者小春结婚。小春已经说过了，虽然对你没什么感觉，不过还是会尽力让你在床上玩得高兴”这种让所有男性教员集体失态的话。
而被空太吐槽“你好歹给我有点圣职者的自觉吧！”的时候淡淡地回应说“那种东西我早在老爸的睾丸里的时候就丢掉了。”
把真白交给空太的时候非常放心地说“因为只有你是可以照顾真白的人吧”。在空太为丽塔安排床位的时候说“自己捡回来的宠物自己负责”。看到樱花庄中男生女生这样和那样地亲密接触甚至只是要求“禁止在樱花庄发生造人运动。”除了一次联谊失败后为了泄愤而要求在樱花庄内部禁止恋爱，不过以1票赞成1票弃权5票反对而结束。
对空太照顾有加似乎另眼相看，自称是“不每天看到空太痛苦发疯的样子就会死掉”的体质。所以被空太称为“亚马逊女战士”。
和白山小春有着终身的孽缘，两个人经常在学校一起出现。不过很讨厌小春卖萌的样子，似乎因为这种技能夺取了很多优秀男性的注意。
学生时代的时候似乎也曾经非常认真过。到大学毕业之前都以成为画家为目标，似乎是因为毕业之时藤泽和希的告白而无法决定自己的想法，本来想一起努力互相支持但却无法下决心。所以最终选择了先成为美术老师养活自己，不过“一晃十年也就过去了”。
虽然总是一副嫌麻烦的样子，但该做的事情也并不会漏掉，只是正经与嫌麻烦的状态切换太快，往往让人注意不到。在樱花庄拆除事件之前曾经试图自己直接解决，而在必要的时候也会用独有的方式给予空太和七海自己的经验和支持。
名字的原型来自日本的都營地下鐵三田線千石站。
姬宮伊織（聲：島崎信長）
在仁與美咲畢業後、空太等人升上三年級後，入學水高音樂科的一年級新生，姬宮沙織的親弟弟；於第7卷登场。
本人是個散發青春氣息的男高中生，也有著一般男生會有的好色一面，喜歡女孩子前凸後翹，夢想希望自己未來的女朋友是個身材火辣的美少女，有著自己能像戀愛模擬遊戲中般夢幻的邂逅場景再現，之後跟心儀的女孩子順利戀愛的妄想。
入學成績似乎是用才藝來通過的，但是入學典禮後他卻拿著轉科申請單去教務處申請轉科事宜，並曾發表過想要跟女孩子轟轟烈烈的談戀愛之超青春變態發言，因此被丟到櫻花莊，接替三鷹仁原本入住的103號房間。但這只是表面的原因，事實上是因為自己在男生宿舍的新生歡迎會上，聽信了宿舍長的玩笑話，跑去偷窺女子宿舍的浴室而被人抓包。
本人宣稱他過去在國中時，因為想要精進自己的琴藝追上姐姐沙織，所以放棄了與同學出遊聯誼的美好青春生活，跟同僚比起來他的人生欠缺了一部分的色彩，所以他這次考上水高後誓言要補玩回來，讓自己能跟一般人一樣過著充實的生活。
實際上他本身的才華也很突出，但是他不喜歡在演奏時的表現被拿來跟自己的姐姐比較，在此時的時節點上情緒表達比較激烈，但是他本身的性格仍然很開朗，對空太的指導仍聽的進去，他內心中渴望著他人對他的真正欣賞，口頭上宣稱要放棄鋼琴琴藝，私底下在夜晚上時使用姐姐留給他的耳機接上電子琴，一個人默默地精進琴藝。
跟長谷栞奈是處於歡喜冤家狀態，因為栞奈是將他抓包的當事者，也是第7卷末因老天的惡作劇，而飽覽栞奈裙下風光的唯一幸運兒，雖然口味重到超過他的純真妄想。
名字的原型来自日本的東武伊勢崎線姬宮站。
長谷栞奈（聲：山崎遙）
在仁與美咲畢業後、空太等人升上三年級後，入學水高普通科的一年級新生。7卷登场。
本人是個成績優秀的才女，並在一年級入學典禮上作為代表致詞，國中時曾出過小說並大賣過，形象上符合一般正經端莊的女孩子形象，髮型是一般瀏海短髮加上一副眼鏡；性格上跟一般的女孩子無異，但很看重自己的利害關係，情緒上會有點激動，本質上是個處於有禮貌而帶點溫柔的好孩子。
實際上其小說是過去她的人生經歷的自白，在中学的时候，以自身为经历创作了幻想系题材小说《灰姑娘的星期天》并稍加修改後拿去投稿（笔名是由比浜栞奈），并以14岁作家获得新人奖。這反映在現在她的交友圈不大，有一股不適應環境的鬱卒悶感，再加上市場上與她自己對小說續集的期盼，但是，在创作小说第二集却因为写不出来，并產生了「裙子內不穿貼身衣物」並走來走去的奇異想法，這種另類的羞恥感與道德觀衝突據說能讓她能夠紓壓，於是她開始這種暴露狂行動，直到她的作為在女監被舍監老師發現，在校方高層、教師群與本人的討論下，由千尋帶回櫻花莊，並指定空太為她的心靈輔導人……
與姬宮伊織是處於冤家狀態，她的思考本能上不喜歡伊織的浪漫好色性格，也對伊織他對自己身材的評論頗有微詞，現在更糟的是自己沒穿內褲的裙下風光在一陣春風下，被對方看光光。
修學旅行時，從與空太間的互動，可看出她喜欢空太，并且从她的第二部作品《王子大人给的毒苹果》来看，她是在暗恋着空太，但因为知道空太与真白的关系，一直都没有说出口，并且这一点连丽塔与空太都注意到了。
在第10卷的早上，目击到了全裸的真白在空太房间的画面，之后便出现了夜游事件，最后被空太与伊织一同跟踪，导致被几个混混给搭讪，空太与伊织一同在卡啦OK中救了她，在回樱花庄的路上，与伊织发生口角关系，并且拒绝了伊织一时口快的告白，并且自那以后对伊织的骚扰也感到很困扰的样子，寒假之时，在学校的天台上被空太道破了秘密，并且被空太给拒绝，因为伊织的告白才放弃了这段暗恋，随后与伊织一直互动。
在高中三年级的时候，因为时间的流逝渐渐的开始对伊织在意起来，也因为某起事件，开出了交往条件，但是结果伊织最后并没有答到，看到伊织失落的样子最终还是同意了與他交往。
名字的原型来自日本的江之島電鐵線长谷站。
麗塔·愛因茲渥司（聲：川澄綾子）
真白過去在英國的室友，在七海搬出後成為樱花庄203号房的房客，从英国转学到水明藝術大學附屬高中美術科3年生，与真白同班；有點怕男性；與空太和真白等人同年，但外表和言行看起來比他們更為成熟。身材前凸後翹，比真白和七海的身材還要好。
在小說第三集到日本來，打算把真白帶回英國去，其原因是「欣賞並同時忌妒真白的繪畫才能，同時不忍真白放棄繪畫，在真白父親推波助瀾下帶真白回英國」。但在真白的堅持以及種種原因下，最後還是讓真白留在日本。
忌妒真白的繪畫天分，並且認為真白在畫圖時都對她視若無睹，因此她想讓真白再也不能成為畫家，而後假好心的教真白如何畫漫畫、還鼓勵她到日本。也因為真白的關係，讓她再也不想畫圖。在小說第三集中面對真白，並將上述的事情通通說了出來，讓真白極為難過。但事後才知道真白真正的想法，麗塔並開始對自己的想法感到後悔，二人重新和好，而後重新開始畫圖。在事件過後與真白的父親一同回到英國。
在小說第三集，她還待在櫻花莊時，常與龍之介鬥嘴。但而後迷戀上龍之介，還在機場臨行前親了龍之介的臉頰。
在情人節當天為了送龍之介巧克力特地從英國飛回來還不惜撬開門鎖將龍之介逼出房間，之後更以先收回禮為由獻出了自己的初吻，令龍之介當場昏倒。
和龍之介的女僕似乎當起情敵，曾經利用郵件和女僕吵架。為了龍之介而跑到日本留學；在大學時代被同學視為一對，龍之介的理性也認為她是很理想的對象，在小說第10集中透過空太的回憶得知龍之介將她視為跟事業同等重要的存在，但礙於目前無法同時兼顧事業與愛情，選擇不與她交往。在麗塔第一次告訴龍之介自己大學畢業要回英國時，曾在家門口問他：「對你而言，我重要嗎？」但龍之介選擇沉默，兩人的對話也被歸來的真白打斷，事後麗塔在龍之介回去後對真白說：「剛才真是謝謝妳，因為我其實還沒有自信聽他真心的回覆。」
後續在《青春豬頭系列》客串出場，雖未提及姓名，但以形象可以論定原作10.5卷的時間又再度回到日本並開了畫展，與龍之介一同買衣服，並直白的說要讓龍之介與父母見面。

### 學校
宮原大地（声：村田太志）
空太的邻座兼同班同学，空太少数朋友之一，游泳部部员。
细长的肌肉，身高也比较高大。但是，实际上性格很孩子气，水明艺术大学担当文化祭委员会职务。
在文化祭后夜祭的时候，向七海告白，但是被拒绝。
名字的原型来自于宮原站。
高崎茧（声：久保由利香）
普通科2年级→3年级，空太与七海的同班同学。
与七海是朋友关系，对于七海与空太的关系一直是支持的，性格有点爱慕虚荣。
本庄弥生（声：内山夕实）
普通科2年级→3年级，空太与七海的同班同学，身高175cm，垒球部所属。
據七海的推測，彌生已經有交往的對象了。
纪子（声：樱井浩美）
普通科2年级→3年级，空太与七海的同班同学。
姬宮沙织（声：藤村步）
前音乐科3年生。一直戴着耳机。被美咲和仁用「皓皓」来称呼，但本人似乎讨厌美咲以外的人用这种叫法。经常担任美咲制作的动画音乐的制作。
在2年级的时候与前学生会长館林總一郎交往中，从仁的对话中，得知她毕业后将去奧地利留学。
弟弟姬宫伊织明年入学水明藝术大学付属高校。
姬宮伊織所用印有「HAOHAO」的耳機為沙織的舊物。
在作者續作《青春豬頭系列》接受了總一郎的求婚。
館林总一郎（声：日野聪）
前普通科3年生與前学生会会长。是與仁连续三年同班的同學。
在1年级的文化祭上，看了沙织钢琴演奏的表演，并对沙织一见钟情；卻在一年半後才告白，目前与沙织在交往中。
虽然笨手笨脚，但是很认真，個性很正經；和性格瀟灑、才華洋溢，信手拈來即成藝的三鷹仁形成鲜明的对比。曾在学园祭上和空太吵了一架，因此两人存在芥蒂，但後來進了大學部後對空太的厭惡度大為降低。
名字的原型来自東武伊勢崎線・佐野線館林站。
在作者續作《青春豬頭系列》對沙織進行求婚並被接受。
深谷志穗（聲：大西沙織）
美术科2年级与真白同学年，是真白的朋友兼同班同学。雖然觉得才能上自己比不过真白，但是有自己的道路要走，提前領悟到這個覺悟。
发型是辫子，性格比较亲切，也是班上內少數敢親近真白的同學。
名字的原型来自深谷站。
白山小春（聲：高橋美佳子）
在水明高中擔任現代國文老師，與千尋同年齡，與千尋是同屆同學兼校友，跟千尋一樣想把自己嫁出去。
對於和希對千尋的感情也知情。
上井草风香（聲：早见沙织）
大学生；美咲的亲姐姐，仁的前女友；与美咲有相似的容貌，但是与妹妹有相反的性格。
因而曾被神田空太和椎名真白误认为是上井草美咲。
温柔善良，喜欢仁，知道“对于仁来说，自己是美咲的替代品”，而仁与自己交往的原因是“怕伤害到美咲，想要让一直保持纯洁的她留在自己身边”。
甘心以妹妹的代替品为身份做仁的女朋友，学园祭的时候找仁希望与他复合，被拒绝。
从一开始仁就是把她当作美咲的替代品来看待的，在家里也是如此，父母更喜欢拥有天赋的美咲，所以美咲更加受父母的喜欢。
中野乙羽（聲：大坪由佳）
游戏版原創角色，水明藝术大学附属高校1年級學生。
虽然不是樱花庄的房客，但看到空太他们的作品之后觉得十分感动，并主动提出愿意帮忙。这次参加超级制作人发掘大赛也有她的一份努力。喜欢醋渍昆布到随身携带的地步，美其名曰“有利于消除疲劳”。遊戲發售前，出現在TV版第12話中為觀看「銀河貓喵波隆」的觀眾和TV版第23話畢業典禮裡。
品川孝一（声：前野智昭）
游戏原创角色，水明藝术大学附属高校普通科2年级学生。
被认为是非常有前途的游戏社团的部长。自己也在与社团一起制作游戏，这次准备在比赛中出场。因为学园祭的时候空太发表的游戏引人注目，自己的游戏受到冷遇，因此他将空太视作强力的竞争对手。

### 神田家
神田优子（声：小仓唯）
空太的妹妹，兄控。中学3年级→高中1年级（7卷）
小时候因身体不好经常被哥哥照料，所以养成了极度兄控的性格，导致一步也不想离开哥哥，每次出现在空太面前时都会撒娇。
中学1年级时和父母一起搬到福岡，搬家時一度想和哥哥一起留下，被母親明子以「會給哥哥困擾」為由而放棄，個性活潑但似乎腦筋不太好，很受到父親的寵愛，因此空太差點被父親以「女兒才不給你！」為由斷絕父子關係（举家搬到福冈时老爸说过“没有空太也无所谓，有了优子就不会寂寞了”之类的话，优子考上水高后据老爸本人电话中所说曾经“很没骨气地求优子不要走”；动画版中则有“优子才不给你！”的描述）。
在小说第五卷中还在上中学三年级并准备升学考试，用空太的学习资料、以及青山七海的辅导还有考前猜题，而且学习到很晚。在小说第七卷中考上水高，成為一年級普通科新生，但是想要跟哥哥同住一個屋簷下黏在他身邊的夢想依舊無法達成，虽然说过“我要马上成为问题学生！然后搬到樱花庄！”不过立刻被空太吐槽，而且名额被长谷栞奈抢走、没能成功。由於本人沒有任何違反紀律的事情發生，所以只能住在普通宿舍；至於空太等人在榜單公開日當時找不到優子准考證號碼的原因，是因為優子本人為了給哥哥一個驚喜而故意把「66」報成「99」。
敵視和空太關係好的女孩子，特別是真白，在小说第五卷時和被空太帶回老家照顧的真白展開搶奪空太大戰，不過卻是真白的書迷。相比之下因为考试得到过青山七海的辅导喜欢七海。虽然美咲也被空太带回家中，不过因为当时美咲情绪低落所以没有直接对抗。与椎名真白一直处于一种奇妙的敌对状态，曾经而且一直延续到现在？爆发过“义妹”与“饲主”之间抢夺空太的大战，期间两人曝出与空太有关的种种存在或不存在的黑历史以及令人浮想联篇的标准真白式回答，让空太持续被七海鄙视并为此大伤脑筋。有时候撒娇不成的时候会变成傲娇。
小学生一样的身材，活力满满的元气少女，不过脑袋似乎有问题，智力发育好像比同龄人要慢很多。
刚进入水高的时候室友是长谷栞奈，因为栞奈搬入樱花庄所以改为与没有室友的二年级生合住。
空太之父（聲：大川透）
本名不详；是空太的父亲，一个比较顽固的父亲，很溺爱女儿优子。
確定要调动到福岡的时候，下了绝对要將优子带去的断言，但是他有時還是用笨拙的行動去表達對自己兒子空太的關心。
神田明子（声：新井里美）
空太的母亲，脸上总是笑着，被空太说道“没有见过可怕的神色”，但是，那是不能表现出自己的感情，所以经常笑着的可能性很高。发型是娃娃头。
雖然真白在空太家裡的發言依舊少根筋，得讓空太正坐三小時面對母親解釋真白的緣由，但也表達出明理的一面，使得寒假期間空太家沒有因為真白而天翻地覆。
本人極度喜歡七海，在七海打擾空太家沒多久後，就經常帶著七海在家事間忙碌，並說出其兒能娶七海為媳婦的發言。

### 其它人物
藤澤和希（聲：淺沼晉太郎）
在「來做遊戲吧」的商業遊戲企畫中，擔任評審之一，高中時期就讀水明，是水高的校友。
從在學時期就喜歡千尋，高中時期雖然告白過，但後來因二人生涯發展，就沒有了後續進展，但是這份感情依舊沒有抹滅。
在空太的會內審核中幫了很大的忙，並告訴空太自畢業之後一路走來的心路歷程，使空太改變作法。
櫻花莊拆除事件中受到千尋所託，帶著創立公司的四位元老來到水高畢業典禮，但最後被美咲等人搶先一步完成目標而無疾而終。
千尋並向和希說：「只要能夠讓我免費喝酒，我隨時都會接受你的邀約。」
名字的原型来自于藤澤站。
饭田绫乃（声：浅野真澄）
真白的漫画编辑，丽塔的朋友，教真白漫画過激描寫的人。
在家庭餐廳裡，喜歡點上一堆餐點，並且喜好嘴裡同時有鹹味跟甜味的感覺，反映在性格上的浪漫喜好。
名字的原型来自日本的饭田站。
桃子（聲：东山奈央）
七海的朋友，声优培训室的学生之一，与七海同班。七海生病时，责备了因为来发表会给大家添了麻烦的七海。

## 用語
櫻花莊
本作故事的主要舞臺。兩層高的古老木製公寓。最初是作為一個能讓水高學生的美術與音樂才能得到伸展的自由開放的地方而建立，但由於有許多在普通宿舍裡出现生活問題而被趕出來的學生居住於此，故“櫻花莊”也被稱爲「問題兒童的老巢」。庭院種植有櫻桃樹。由於櫻花莊未設立宿舍護理員，故所有住戶必須自行整理家務，每個月還需強制參加校外清潔。
在空太就讀高二時，學校理事會曾因“抗震問題”為緣由提出拆遷櫻花莊的決定。對此櫻花莊的所有住戶多次舉行抗議活動（包括學生聯署）但效果甚微，最後，仁和美咲利用畢業典禮的演講時間進行全校動員，最終化解危機。但隨著伊織等人的畢業，櫻花莊依舊被予以拆除。
水明藝術大學附屬高中
簡稱「水高」，本作故事的次要舞臺。分為普通以及藝術兩種學科。藝術學科下分美術以及音樂科。空太、七海、龍之介與仁（於第六集畢業前）是就讀普通科，真白、美咲則是就讀美術科。雖然藝術學科的單學年總人數僅有20人，但由於菁英化的培養制度，而吸引全國各地的學生報考。
水明藝術大學
擁有藝術相關學科的大學，在水高的旁邊，教育設施豐富。

## 出版書籍
截至2013年6月，輕小說1-9卷累計發行量已達168萬本。
| 冊數 | ASCII Media Works | ASCII Media Works      | 台灣角川       | 台灣角川               | 天闻角川       | 天闻角川               |
| 冊數 | 發售日期          | ISBN                   | 發售日期       | ISBN                   | 發售日期       | ISBN                   |
| ---- | ----------------- | ---------------------- | -------------- | ---------------------- | -------------- | ---------------------- |
| 1    | 2010年1月10日     | ISBN 978-4-04-868280-0 | 2010年11月26日 | ISBN 978-986-237-822-9 | 2012年3月5日   | ISBN 978-7-5356-5112-9 |
| 2    | 2010年4月10日     | ISBN 978-4-04-868463-7 | 2011年1月14日  | ISBN 978-986-237-919-6 | 2012年5月5日   | ISBN 978-7-5356-5293-5 |
| 3    | 2010年8月10日     | ISBN 978-4-04-868765-2 | 2011年2月26日  | ISBN 978-986-287-030-3 | 2012年8月5日   | ISBN 978-7-5356-5476-2 |
| 4    | 2010年12月10日    | ISBN 978-4-04-870123-5 | 2011年5月26日  | ISBN 978-986-287-118-8 | 2012年10月20日 | ISBN 978-7-5356-5653-7 |
| 5    | 2011年5月10日     | ISBN 978-4-04-870416-8 | 2011年12月31日 | ISBN 978-986-287-465-3 | 2012年12月20日 | ISBN 978-7-5356-5814-2 |
| 5.5  | 2011年9月10日     | ISBN 978-4-04-870749-7 | 2012年6月7日   | ISBN 978-986-287-699-2 | 2013年1月20日  | ISBN 978-7-5356-5924-8 |
| 6    | 2011年12月10日    | ISBN 978-4-04-886140-3 | 2012年8月11日  | ISBN 978-986-287-858-3 | 2013年3月20日  | ISBN 978-7-5356-6076-3 |
| 7    | 2012年4月10日     | ISBN 978-4-04-886543-2 | 2012年11月3日  | ISBN 978-986-287-969-6 | 2013年6月5日   | ISBN 978-7-5356-6218-7 |
| 7.5  | 2012年8月10日     | ISBN 978-4-04-886801-3 | 2013年3月15日  | ISBN 978-986-325-236-8 | 2013年9月20日  | ISBN 978-7-5356-6570-6 |
| 8    | 2012年10月10日    | ISBN 978-4-04-886986-7 | 2013年9月11日  | ISBN 978-986-325-415-7 | 2013年12月5日  | ISBN 978-7-5356-6660-4 |
| 9    | 2013年3月10日     | ISBN 978-4-04-891471-0 | 2014年2月5日   | ISBN 978-986-325-787-5 | 不適用         | 不適用                 |
| 10   | 2013年7月10日     | ISBN 978-4-04-891794-0 | 2014年8月7日   | ISBN 978-986-366-050-7 | 不適用         | 不適用                 |
| 10.5 | 2014年3月8日      | ISBN 978-4-04-866412-7 | 2014年12月4日  | ISBN 978-986-366-227-3 | 不適用         | 不適用                 |

### 漫畫版
月刊《電撃G's magazine》2011年4月號至2014年5月號連載，之後於2014年6月號開始在《電擊G's漫畫》（日语：電撃G'sコミック）雜誌上刊載。由負責作畫。全8卷。
| 冊數 | ASCII Media Works | ASCII Media Works      | 台灣角川       | 台灣角川               |
| 冊數 | 發售日期          | ISBN                   | 發售日期       | ISBN                   |
| ---- | ----------------- | ---------------------- | -------------- | ---------------------- |
| 1    | 2011年10月27日    | ISBN 978-4-04-870986-6 | 2012年11月10日 | ISBN 978-986-325-052-4 |
| 2    | 2012年5月26日     | ISBN 978-4-04-886508-1 | 2013年3月20日  | ISBN 978-986-325-181-1 |
| 3    | 2012年10月27日    | ISBN 978-4-04-891026-2 | 2013年9月5日   | ISBN 978-986-325-461-4 |
| 4    | 2013年3月27日     | ISBN 978-4-04-891460-4 | 2014年4月25日  | ISBN 978-986-325-912-1 |
| 5    | 2013年9月27日     | ISBN 978-4-04-891921-0 | 2014年10月4日  | ISBN 978-986-366-191-7 |
| 6    | 2014年3月27日     | ISBN 978-4-04-866387-8 | 2014年12月17日 | ISBN 978-986-366-294-5 |
| 7    | 2014年10月27日    | ISBN 978-4-04-866941-2 | 2015年5月27日  | ISBN 978-986-366-526-7 |
| 8    | 2015年6月27日     | ISBN 978-4-04-865083-0 | 2016年3月16日  | ISBN 978-986-473-009-4 |

《四幀官方選集：櫻花莊的寵物女孩》
由星野円、桑島黎音與等人負責作畫。
| 冊數 | 角川書店      | 角川書店               |
| 冊數 | 發售日期      | ISBN                   |
| ---- | ------------- | ---------------------- |
| 全   | 2013年2月27日 | ISBN 978-4-04-891409-3 |

## 電視動畫
2012年10月8日開始播放。

### 製作人員
- 原作：鴨志田一（「櫻花莊的寵物女孩」ASCII Media Works / 電擊文庫刊）
- 原作插畫：溝口凱吉
- 監督：石塚敦子
- 劇本統籌：岡田麿里
- 角色設計：藤井昌宏
- 道具設計：小渊洋介
- 美術監督：備前光一郎
- 色彩設計：石田美由紀
- 攝影監督：川下裕樹
- 音响監督：明田川仁
- 編輯：西山茂
- 音响製作：Magic Capsule
- 音樂：林有三
- 音樂製作：Media Factory
- 製片人：岩崎篤史、荒木人美、大澤信博、岩崎卓、宮嶋耕平、石塚正俊、前田俊博（日语：前田俊博）
- 動畫製作製片人：鈴木薫
- 企劃製作：GENCO
- 動畫製作：J.C.STAFF
- 製作：櫻花莊製作委員會（Media Factory、ASCII Media Works、GENCO、Frontier Works、Animax、索尼音樂傳播（日语：ソニー・ミュージックコミュニケーションズ）、每日放送）

### 主題曲
片頭曲
（第2－10話）
作詞：畑亞貴，作曲：eba，編曲：yamazo
歌：寵物女孩們（茅野愛衣、中津真莉子、高森奈津美）
第1、12話未使用。
第11、23話作為插曲使用。
（第13話，第15－22話，第24話）
作詞：Riryka，作曲：白戶佑輔，編曲：中村太一，歌：鈴木木乃美
「I call your name again」（第14話）
作詞：畑亞貴，作曲：白林剛史、安保一平，編曲：安保一平，歌：青山七海（中津真莉子）
片尾曲
「DAYS of DASH」（第1－12話，第24話）
作詞：畑亞貴，作曲、編曲：白戶佑輔，歌：鈴木木乃美
「Prime number」（第13－22話）
作詞：石川智晶，作曲：田代智一，編曲：本間昭光，歌：大倉明日香
插入曲
（第23－24話）
作詞、作曲：金子詔一，歌：櫻花莊全體（第24話）
（第23話）

### 各話列表
| 話數 | 日文標題 | 中文標題                 | 劇本       | 分鏡              | 演出            | 作畫監督                                                                  | 改编                  |
| ---- | -------- | ------------------------ | ---------- | ----------------- | --------------- | ------------------------------------------------------------------------- | --------------------- |
| #01  |          | 貓‧白‧真白               | 岡田麿里   | 石塚敦子          | 石塚敦子        | 藤井昌宏                                                                  | 第1卷                 |
| #02  |          | 都在畫畫                 | 岡田麿里   | 鈴木薰            | 鈴木薰          | 富岡寬、矢向宏志 戶田麻衣、藤部生馬                                       | 第1卷                 |
| #03  |          | 近在咫尺卻又遙不可及…    | 鴨志田一   | 神戶守            | 高島大輔        | 橋口隼人、小林亮 糸井惠、兒玉亮 館崎大                                    | 第1卷                 |
| #04  |          | 色彩改變的世界           | 岡田麿里   | 櫻美勝志          | 櫻美勝志        | 熊谷勝弘、大木良一 直谷隆                                                 | 第1卷                 |
| #05  |          | 櫻花莊認真的女孩         | 志茂文彥   | 櫻美勝志          | 池端隆史        | 佐佐木睦美、橋口隼人 館崎大、千葉充 谷口元浩                              | 第2卷                 |
| #06  |          | 雨過天青                 | 伊藤美智子 | 鈴木薰 石塚敦子   | 鈴木薰 石塚敦子 | 森下省吾、櫻井木乃實 富岡寬、冷水由紀繪 千葉充、館崎大 藤部生馬、中西保   | 第2卷                 |
| #07  |          | 少女的強襲               | 鴨志田一   | 高柳滋仁          | 池田重隆        | 金容植 小山知洋、山崎淳                                                   | 動畫原創 部分第5卷    |
| #08  |          | 來放個超大煙火吧         | 花田十輝   | 石塚敦子 宮浦栗生 | 池端隆史        | 藤部生馬、正幸 矢向宏志、直谷隆                                           | 第2卷                 |
| #09  |          | 秋天暴風雨來襲           | 志茂文彥   | 二瓶勇一          | 佐藤真人        | 渡邊亞彩美                                                                | 第3卷                 |
| #10  |          | 討厭討厭、最喜歡了       | 志茂文彥   | 細川秀樹          | 細川秀樹        | 冷水由紀繪、富岡寬 矢向宏志、齊藤美香 館崎大、正幸                        | 第3卷                 |
| #11  |          | 銀河貓喵波隆             | 志茂文彥   | 佐山聖子          | 高島大輔        | 吉田尚人、中村真悟 橋口隼人、兒玉亮 直谷隆                                | 第4卷                 |
| #12  |          | 愛的力量in校慶           | 岡田麿里   | 宍戶淳            | 池端隆史        | 直谷隆、大木良一 矢向宏志、兒玉亮 佐藤誠之                                | 第4卷                 |
| #13  |          | 冬天到來之前             | 伊藤美智子 | 玉川真人          | 稻本隆史        | 佐佐木睦美                                                                | 第4卷                 |
| #14  |          | 聖誕夜的窗邊與各自的燈光 | 花田十輝   | 佐山聖子          | 池田重隆        | 小關雅                                                                    | 第4卷                 |
| #15  |          | 一如往常的自己在哪裡？   | 小柳啟伍   | 宮浦栗生          | 柴田彰久        | 村上雄、正幸 藤部生馬、兒玉亮 谷口元浩                                    | 第5卷                 |
| #16  |          | 一直，喜歡你             | 伊藤美智子 | 二瓶勇一          | 黑川智之        | 佐佐木睦美 堤谷典子                                                       | 第5卷                 |
| #17  |          | 情人節是巧克力的日子     | 岡田麿里   | 玉川真人          | 池端隆史        | 中村真悟、熊谷勝弘 千葉充、館崎大 直谷隆                                  | 第5卷                 |
| #18  |          | 外星人的初戀             | 鴨志田一   | 佐藤真人          | 佐藤真人        | 大木良一、小淵陽介 矢向宏志、冷水由紀繪 正幸、富岡寬                      | 第5卷                 |
| #19  |          | 久居則安的櫻花莊         | 志茂文彥   | 佐山聖子          | 稻本隆史        | 渡邊亞彩美                                                                | 第5.5卷               |
| #20  |          | 為了以後也能說我回來了   | 志茂文彥   | 宮浦栗生          | 池端隆史        | 大木良一、中村慎吾 藤部生馬、三木達也 直谷隆                              | 第6卷                 |
| #21  |          | 下雨並不是任何人的錯     | 小柳啟伍   | 細川秀樹          | 高島大輔        | 千葉充、直谷隆 藤部生馬、諸石康太 村上雄、大木良一                        | 第6卷                 |
| #22  |          | 跑過光輝璀璨的日子       | 鴨志田一   | 佐山聖子          | 黑川智之        | 堤谷典子、渡邊亞彩美 佐佐木睦美、田村正文                                 | 第6卷                 |
| #23  |          | 畢業典禮                 | 岡田麿里   | 石塚敦子          | 池端隆史        | 大木良一、宮本佐和子 谷口元浩、兒玉亮 藤部生馬、熊谷勝弘 千葉充、矢向宏志 | 第6卷                 |
| #24  |          | 歡迎來到櫻花莊           | 岡田麿里   | 石塚敦子          | 宮浦栗生        | 直谷隆、村上雄 千葉充                                                     | 部分第6、7卷 動畫原創 |

### BD / DVD
| 卷數 | 發行日期      | 收錄話數       | 規格編號  | 規格編號  |
| 卷數 | 發行日期      | 收錄話數       | BD        | DVD       |
| ---- | ------------- | -------------- | --------- | --------- |
| 1    | 2013年1月30日 | 第1話－第3話   | ZMXZ-8271 | ZMBZ-8281 |
| 2    | 2013年2月27日 | 第4話－第6話   | ZMXZ-8272 | ZMBZ-8282 |
| 3    | 2013年3月27日 | 第7話－第9話   | ZMXZ-8273 | ZMBZ-8283 |
| 4    | 2013年4月24日 | 第10話－第12話 | ZMXZ-8274 | ZMBZ-8284 |
| 5    | 2013年5月29日 | 第13話－第15話 | ZMXZ-8275 | ZMBZ-8285 |
| 6    | 2013年6月26日 | 第16話－第18話 | ZMXZ-8276 | ZMBZ-8286 |
| 7    | 2013年7月24日 | 第19話－第21話 | ZMXZ-8277 | ZMBZ-8287 |
| 8    | 2013年8月28日 | 第22話－第24話 | ZMXZ-8278 | ZMBZ-8288 |

### CD
| 發行日期       | 標題                                              | 規格編號  |
| -------------- | ------------------------------------------------- | --------- |
| 2012年6月28日  | 廣播劇「櫻花莊的寵物女孩」椎名真白的首次關懷 （ドラマCD「さくら荘のペットな彼女」椎名ましろのはじめてのお世話） | ZMCZ-8233 |
| 2012年8月29日  | 電視動畫「櫻花莊的寵物女孩」STARTER CD BOX （TVアニメ「さくら荘のペットな彼女」スターターCD BOX）   | ZMCZ-8038 |
| 2012年11月21日 |                                                   | ZMCZ-8231 |
| 2012年11月21日 | DAYS of DASH                                      | ZMCZ-8232 |
| 2013年2月27日  |                                                   | ZMCZ-8233 |
| 2013年2月27日  | Prime number                                      | ZMCZ-8234 |
| 2013年1月30日  | 廣播劇「櫻花莊的寵物女孩」廣播劇CD 第1卷 （TVアニメ「さくら荘のペットな彼女」ドラマCD 第1巻）     | MFCZ-1025 |
| 2013年2月27日  | 廣播劇「櫻花莊的寵物女孩」廣播劇CD 第2卷 （TVアニメ「さくら荘のペットな彼女」ドラマCD 第2巻）     | MFCZ-1026 |
| 2013年4月24日  | 廣播劇「櫻花莊的寵物女孩」廣播劇CD 第3卷 （TVアニメ「さくら荘のペットな彼女」ドラマCD 第3巻）     | MFCZ-1027 |

### 播放電視台

#### 日本國內
日本深夜動畫：下文記載的日本国内播放時間使用日本標準時間（UTC+9）表示。因為部分時間标识會採用30小时制，因此請留意这类超过24:00的时间，其實際播放時間為翌日清晨。
| 播放地區   | 播放電視台        | 播放日期                      | 播放時間（UTC+9）                       | 所屬聯播網 | 備註                                   |
| ---------- | ----------------- | ----------------------------- | --------------------------------------- | ---------- | -------------------------------------- |
| 東京都     | TOKYO MX          | 2012年10月8日－2013年3月25日  | 星期一 24時30分－25時00分（星期二深夜） | 獨立UHF局  | 不適用                                 |
| 神奈川縣   | 神奈川電視台      | 2012年10月8日－2013年3月25日  | 星期一 25時00分－25時30分（星期二深夜） | 獨立UHF局  | 不適用                                 |
| 近畿廣域圈 | 每日放送          | 2012年10月8日－2013年3月25日  | 星期一 26時20分－26時50分（星期二深夜） | 日本新聞網 | 製作委員會参加                         |
| 愛知縣     | 愛知電視台        | 2012年10月9日－2013年3月26日  | 星期二 26時05分－26時35分（星期三深夜） | 東京電視網 | 不適用                                 |
| 日本全國   | ANIMAX            | 2012年10月12日－2013年3月29日 | 星期五 22時00分－22時30分               | 衛星電視   | 製作委員會参加 有重播                  |
| 日本全國   | ANIMAX            | 2012年10月13日－2013年3月30日 | 星期六 22時30分－23時00分               | 衛星電視   | BS ANIMAX免費放送                      |
| 日本全國   | ShowTime          | 2012年10月15日－2013年4月1日  | 星期一 12時00分 更新                    | 網絡電視   | 首話兩星期内免費 第2話開始一星期内免費 |
| 日本全國   | Niconico直播      | 2012年10月15日－2013年4月1日  | 星期一 22時30分－23時00分               | 網絡電視   | 不適用                                 |
| 日本全國   | Niconico頻道      | 2012年10月15日－2013年4月1日  | 星期一 23時00分 更新                    | 網絡電視   | 首話兩星期内免費 第2話開始一星期内免費 |
| 日本全國   | PlayStation Store | 2012年10月17日－2013年4月3日  | 星期三 傍晚 更新                        | 網絡電視   | 不適用                                 |
| 日本全國   | 萬代頻道          | 2012年10月29日－2013年4月15日 | 星期一更新                              | 網絡電視   | 不適用                                 |

#### 日本海外
| 播放地區 | 播放電視台 | 播放日期                      | 播放時間（UTC+8）         | 所屬聯播網        | 備註            |
| -------- | ---------- | ----------------------------- | ------------------------- | ----------------- | --------------- |
| 韓國     | ANIPLUS    | 2012年10月10日－2013年3月27日 | 星期三 23時30分－24時00分 | 衛星電視 網絡電視 | 有重播 韓文字幕 |

### 相關爭議
在動畫第6集中，原作小說描寫為粥的食物被變更為韓國料理的蔘雞湯。對於無端出現的韓國料理，部份日本2ch網民懷疑動畫製作公司J.C. STAFF想藉此推廣韓國文化，因而引起爭議。在該集播出後的一個月內，2ch出現超過900條相關的討論串，有網民更戲稱作品為「蔘雞莊的泡菜女孩」（サムゲ荘のキムチな彼女），而一些網路右翼則到劇本家伊藤美智子的Twitter留言板上搗亂，更有人到《櫻花莊的寵物女孩》在日本Amazon的相關商品頁面留下大量負面評價。而在動畫第23集描寫的水明高校畢業典禮中，原作小說中有「國歌齊唱」的描述，在動畫版則更改為唱水明高校的校歌。有網路右翼再次在2ch上批評製作方亂改原作，但有評論則認為網民的指控是「無理取鬧」。

## 備註
1. ↑  唯用語因兩地習慣而有所不同，另有部分內容因中國大陸審查制度而有所刪改。
2. ↑  各話標題中文翻譯以代理商普威爾的中文字幕為準。

## 外部連結
- AMW 多媒體情報 （页面存档备份，存于）（日語）
- 原作官網 （页面存档备份，存于）（日語）
- 電視動畫官網（页面存档备份，存于）（日語）
- 游戏官网（页面存档备份，存于）（日語）